# Mamberamo
Mamberamo (indonez. Sungai Mamberamo) – rzeka w Indonezji (prowincja Papua), na wyspie Nowa Gwinea (w północno-zachodniej części), najdłuższa rzeka w zachodniej części wyspy.
Rzeka ma ok. 800 km długości (licząc od źródeł Taritatu [Idenburg] w Górach Śnieżnych), kieruje się głównie ku północnemu zachodowi. Średni przepływ 4000 m³/s. Główna miejscowość to Bonoi. Powstaje z połączenia rzek Taritatu (Idenburg) i Tariku (Rouffaer; źródła w Górach Śnieżnych). Uchodzi do Oceanu Spokojnego tworząc deltę nieopodal Cape Narwaku (ang., kat. Cap d'Urville, indonez. Tanjung Narwaku). Żeglowna do 150–240 km od ujścia. Osadnictwo w postaci małych wiosek.